# Hideki Mori
Pour les articles homonymes, voir Mori.
Hideki Mori (森 秀樹, Mori Hideki), né le 3 avril 1961 à Yonago, est un mangaka japonais.

## Biographie
Hideki Mori commence sa carrière professionnelle en 1982 au Weekly Shōnen Sunday, après avoir été choisi par Kazuo Koike pour illustrer Shin Lone Wolf and Cub, la suite de Lone Wolf and Cub. Mori est surtout connu pour son adaptation en manga du roman historique Stratège (Bokkō) de Ken'ichi Sakemi. Le manga est adapté au cinéma sous le titre A Battle of Wits et remporte le prix Shōgakukan dans la catégorie générale en 1995. Parmi ses autres œuvres, on peut citer Umizuru et Aozora Shot, et les illustrations de Kajo (écrit par Kazuo Koike). Mori est apprécié pour son trait détaillé dans un style réaliste. 

## Œuvres
- Stratège
- Tengu
- Tsuru, princesse des mers